# Cornelius a Lapide
Cornelius a Lapide (Bocholt (Limburg), 18 de desembre de 1567 – Roma, 12 de març de 1637) fou un jesuïta i exegeta flamenc, conegut pels seus comentaris de gairebé tota la Bíblia, obra que va influir en la predicació dels anys posteriors. Va cursar els estudis d'humanitats i filosofia a les Universitats de Maastricht i Colònia; començà la de teologia en la de Douai i després estudià quatre anys en la de Lovaina. Allà va ser admès definitivament en la Companyia el 16 de juliol de 1592, i fou ordenat sacerdot el 24 de desembre de 1595. També a la universitat de Lovaina va començar la seva docència. Durant sis mesos va ensenyar filosofia, i després hebreu i sagrades escriptures durant vint anys.